# Robert Bruce (Oper)
Robert Bruce ist ein Opern-Pasticcio in drei Akten, das Louis Niedermeyer mit Erlaubnis des Komponisten aus Musik von Gioachino Rossini zusammenstellte. Es war ursprünglich als französische Fassung von La donna del lago konzipiert. Das Libretto von Gustave Vaëz und Alphonse Royer basiert auf Walter Scotts The History of Scotland. Die Uraufführung erfolgte am 30. Dezember 1846 an der Opéra in Paris.

## Handlung
Die Oper handelt von den Kämpfen zwischen dem schottischen König Robert Bruce und dem englischen König Édouard II. im Jahr 1314. Zu Beginn sammeln sich die Schotten nach einer verlorenen Schlacht. Der Lord Douglas-Le-Noir schwört Bruce Gefolgschaft und lädt ihn und die Soldaten in seine Burg ein, wo sie einige Tage ruhen sollen. Douglas’ Tochter Marie hat ein Liebesverhältnis zu dem englischen Offizier Arthur. Bruce entkommt den sich nahenden englischen Soldaten knapp, indem er sich als einfacher Bergbewohner verkleidet.
Im zweiten Akt befindet sich König Bruce in Douglas’ Schloss. Es wird von den Engländern eingenommen. Aus Liebe zu Marie bereitet Arthur eine Fluchtmöglichkeit für sie und ihren Vater Douglas vor. Da Douglas das Schloss bereits verlassen hat, nutzt Marie diese Gelegenheit, den König zu retten, der sich Douglas’ Mantel überzieht. Arthur entdeckt den Fluchtversuch, lässt Bruce aber entkommen, obwohl sein Untergebener Morton die Situation durchschaut. Die Ankunft der schottischen Krieger rettet die Lage vorerst.
Im dritten Akt planen die Schotten einen Überraschungsangriff auf Schloss Stirling, wo die Engländer ein Fest feiern. Dort berichtet Morton zunächst vom Verrat Arthurs. Dieser wird festgenommen und soll hingerichtet werden. Die Schotten dringen ein und überwältigen die Engländer. Édouard muss die Unabhängigkeit Schottlands anerkennen.

« Les combats livrés aux rois d’Angleterre Édouard Ier et Édouard II par Robert Bruce et par le bon lord James de Douglas surnommé le Noir, les chevaleresques exploits de ces deux amis, leurs romanesques aventures, ces ruses de guerre qu’ils pratiquaient si bien, ces embuscades, ces travestissements à l’aide desquels, souvent au milieu d’une fête, ils surprenaient les châteaux occupés par leurs ennemis, forment l’une des pages les plus pittoresques de la chronique écossaise.

Tout le monde a lu dans Walter Scott le récit naïf et coloré de ces hardis coups de main, qui eurent pour but et pour résultat la délivrance d’un pays opprimé et la reconnaissance de sa nationalité. Tantôt le roi Robert est chassé à la piste comme une bête sauvage, dans les abrupts sentiers des Highlands, par des chiens dressés à cet effet; tantôt, pour laisser à ses soldats épuisés quelques minutes d’un repos nécessaire, seul, sous le rempart de son épaisse armure, il intercepte le gué d’une rivière du Galloway à deux cents archers anglais. Ici c’est Douglas-le-Noir qui empile dans la citerne du manoir de ses pères les cadavres de toute garnison qui ose occuper cette enceinte vénérée. Fertile en moyens, et sous divers déguisements, il reprend sans cesse aux Anglais ce fameux Châteaux périlleux que ses ennemis, dans leur terreur, appelaient le garde-manger de Douglas. Les châteaux de Linlitgow, de Perth, d’Édimbourg, de Roxburg, ce dernier, pendant que ses possesseurs passagers se livraient aux excès du carnaval, sont forcés de la sorte.

L’argument du présent libretto est un simple épisode de cette mémorable guerre. »

„Die Kämpfe, welche den Königen von England Edward I. und Edward II von Robert Bruce und dem guten Lord James Douglas mit dem Beinamen der Schwarze geliefert wurden, die ritterlichen Taten dieser beiden Freunde, ihre romantischen Abenteuer, diese Kriegskniffe, die sie so gut ausführten, diese Hinterhalte, diese Verkleidungen, mit deren Hilfe sie, oft während eines Festes, die von ihren Feinden besetzten Schlösser einnahmen, bilden eine der malerischsten Seiten der schottischen Geschichte.

Jeder hat in Walter Scott die naive und farbenreiche Geschichte dieser gewagten Angriffe gelesen, welche die Befreiung eines unterdrückten Landes und die Wiedererkennung seiner Nationalität zum Ziel hatten und erreichten. Mal wird König Robert in den steilen Pfaden der Highlands wie ein wildes Tier auf der Fährte gejagt, mit zu diesem Zweck geschulten Hunden; mal überquert er, um seinen erschöpften Soldaten für ein paar Minuten die benötigte Ruhe zu gönnen, alleine unter dem Schutz seiner dicken Rüstung die Furt eines Flusses in Galloway vor zweihundert englischen Bogenschützen. Hier ist es der Schwarze Douglas, der in der Zisterne des Hauses seiner Väter die Leichen der ganzen Garnison aufschichtet, die es wagt, diesen ehrwürdigen Bereich einzunehmen. Einfallsreich in den Mitteln und in verschiedenen Verkleidungen nimmt er den Engländern immer wieder dieses berühmte gefährliche Schloss, das seine Feinde in ihrem Schrecken die Vorratskammer von Douglas nennen. Die Schlösser von Linlitgow, von Perth, von Edinburgh, von Roxburgh werden auf diese Weise bezwungen, letzteres, während sich seine Besitzer vorübergehend den Ausschweifungen des Karnevals ergeben.

Die Handlung dieses Librettos ist eine einfache Episode dieses denkwürdigen Kriegs.“

### Erster Akt
Malerische Gegend. Felsen. Ein See. Eine strohgedeckte Hütte. In der Ferne im Hintergrund das Schloss von Douglas
Szene 1. Es ist Tagesanbruch. Die geschlagenen schottischen Soldaten und Highlander warten besorgt auf die Ankunft ihres Königs Robert Bruce. Dieser erscheint schließlich auf einem erhöhten Pfad in den Felsen. Die Schotten bejubeln ihn (Introduktion: „Robert! Robert! – mille angoisses mortelles“). Bruce macht ihnen Hoffnung.
Szene 2. Lord Douglas schwört Bruce seine Gefolgschaft. Er hat seiner Tochter Marie eine Nachricht geschickt, um sie auf die Ankunft der Soldaten vorzubereiten, die dort einige Tage ruhen wollen (Rezitativ und Chor: „À ma fille, je l’espère“). Hörnerklang kündigt das Nahen der Engländer unter König Édouard an. Bruce und Douglas suchen Zuflucht in der Hütte des Gebirgsbewohners Dickson. Die anderen verteilen sich zwischen den Felsen oder versuchen, das andere Seeufer zu erreichen.
Szene 3. Eine Gruppe englischer Ritter mit den Offizieren Arthur und Morton nähert sich. Sie befürchten, dass Robert Bruce die Schlacht überlebt haben könnte. Morton entfernt sich mit den Rittern.
Szene 4. Beim Anblick des Schlosses besingt Arthur seine unmögliche Liebe zu Marie, der Tochter seines Feindes Douglas (Barkarole: „Marie! à ce doux nom“). Ein Boot erscheint auf dem See. Es bringt Marie und Nelly, die Tochter Dicksons. Nach einem Wink Maries betritt Nelly die Hütte.
Szene 5. Marie betrachtet melancholisch den ruhigen See und denkt an ihre vergangenen glücklichen Tage.
Szene 6. Es kommt zur Begegnung des Liebespaares Marie und Arthur. Beide fürchten zunächst, dass sich die Gefühle des jeweils anderen geändert haben könnte, versichern sich aber schnell des Gegenteils (Rezitativ, Duett und Chor: „Est-ce moi qui fait naître“). Die Glocken der nahegelegenen Kapelle laden zum Gebet am Valentinstag und erinnern die beiden daran, dass Maries Vater jeden Moment kommen könnte. Er ist das größte Hindernis für ihre Liebe.
Szene 7. Douglas und der als Highlander verkleidete Bruce treten aus der Hütte. Bruce erschreckt zunächst, als er den Engländer Arthur bemerkt. Douglas beruhigt ihn damit, dass er ja nicht erkannt werde. Er teilt Arthur mit, dass er ihm zwar früher als Schwiegersohn willkommen gewesen sei, aber daraus nun nichts mehr werden könne, denn Marie werde bald einen anderen Mann heiraten. Bruce, Douglas und Marie steigen in das Boot und rudern fort. Arthur entfernt sich verzweifelt. Nelly tritt aus der Hütte und blickt dem entschwindenden Boot nach. Ein fröhliches Ritornell ist zu hören. Nelly kehrt zu ihrem Vater in die Hütte zurück.
Szene 8. Junge Leute aus dem Bergdorf kommen, um mit Nelly das Valentinsfest zu feiern (Arie und Chor: „Ce sont les clans de la montagne“). Obwohl sie Maries Leid bekümmert, stimmt Nelly ein Lied an, in dessen Refrain die anderen einstimmen (Couplets und Chor: „Alerte, fillette“). Es folgen zwei Tänze (Pas de cinq und Ecossaise).
Szene 9. Die fröhliche Stimmung kippt, als König Édouard und Arthur mit der Jagdgesellschaft eintreffen. Édouard erklärt, dass es keinen Grund für eine Unterbrechung gebe, denn er liebe das Vergnügen (Marsch, Szene und Cavatine: „Pourquoi cesser vos jeux“). Er lädt die Ritter zu einem Fest auf Schloss Stirling ein. Dickson ist zuversichtlich, dass die Zeit Schottlands noch kommen werde.
Szene 10. Morton unterbricht das Beisammensein mit der Nachricht, dass Douglas noch am Morgen hier gesehen wurde (Finale I: „Sire! Douglas le noir“). Édouard befragt die anwesenden Schotten, ob das stimme. Er gerät in Rage, bietet Gold für seine Auslieferung und droht allen mit dem Tod, die ihn zu schützen versuchen.

### Zweiter Akt
Ein Saal im Schloss von Douglas. Auf einem Tisch liegen ein Mantel und ein Helm mit einem Eichenzweig
Szene 1. Nachdem König Bruce eingeschlafen ist, kommt Douglas aus einem Seitenzimmer und nähert sich seiner in Traurigkeit versunkenen Tochter Marie (Szene: „Le roi sommeille“). Er entschuldigt sich bei ihr für seine Entscheidung, kann sie aber unmöglich jemandem zur Frau geben, der für den König von England kämpft (Arie: „Que ton âme, si noble“). Er erinnert sie an seine Soldatenehre, umarmt sie und verlässt das Zimmer, um sich zu seinen Truppen zu begeben.
Szene 2. Marie versteht die Haltung ihres Vaters (Cavatine: „Oh! noble père! oui, de l’honneur c’est le langage“). Dennoch kann sie ihre Liebe zu Arthur nicht aufgeben.
Szene 3. Nelly eilt ins erschrocken ins Zimmer und berichtet, dass die Engländer dabei sind, das Schloss einzuschließen (Rezitativ: „Les Anglais! Ils cernent le château“). Ihr Vater habe bereits das andere Seeufer erreicht. Für ihre eigene Flucht ist es jedoch bereits zu spät, denn die englischen Soldaten dringen unter der Führung von Arthur in das Schloss ein.
Szene 4. Arthur teilt Marie mit, dass sie mit ihrem Vater aus dem Schloss fliehen könne. Am Ufer warte bereits ein Boot. Er werde die Augen verschließen und Morton belügen.
Szene 5. Marie beschließt, die Gelegenheit zu nutzen, um König Bruce zu retten. Sie gibt ihm den Mantel ihres Vaters, damit er unerkannt mit ihr aus dem Schloss fliehen kann (Duett: „Loyale famille! sois fier de ta fille“). Doch bevor sie sich auf den Weg machen können, erscheint Arthur.
Szene 6. Arthur stellt Marie zur Rede. Inzwischen hat er erfahren, dass ihr Vater längst fort ist. Wen also will sie retten? Er vermutet, es handele sich um einen Geliebten. Marie kann ihren König nicht verraten, will aber auch nicht der Untreue bezichtigt werden. Sie ist verzweifelt und weigert sich, zu antworten (Terzett: „Sort funestre! mon Dieu! j’appelle les dangers“). Bevor die Situation völlig eskaliert, will sich der König zu erkennen geben. Marie aber zieht einen Dolch aus Arthurs Gürtel und wirft sich vor Bruce, um ihn zu schützen. Arthur ist nun überzeugt, einen Rivalen vor sich zu haben. Dennoch wäre er aus Liebe zu Marie bereit, ihn zu verschonen. Ein Wort von ihr würde ausreichen. Tatsächlich bittet Marie ihn, den Unbekannten zu verschonen. Arthur betrachtet das als Eingeständnis ihrer Untreue. Er verflucht sie und schwört, sie nie wiedersehen zu wollen. Bruce kann die Verzweiflung der beiden nicht länger ansehen. Er gibt sich Arthur zu erkennen – bereit, sein Schicksal auf sich zu nehmen (Szene und Chor: „Restez. – Qu’allez-vous faire?“).

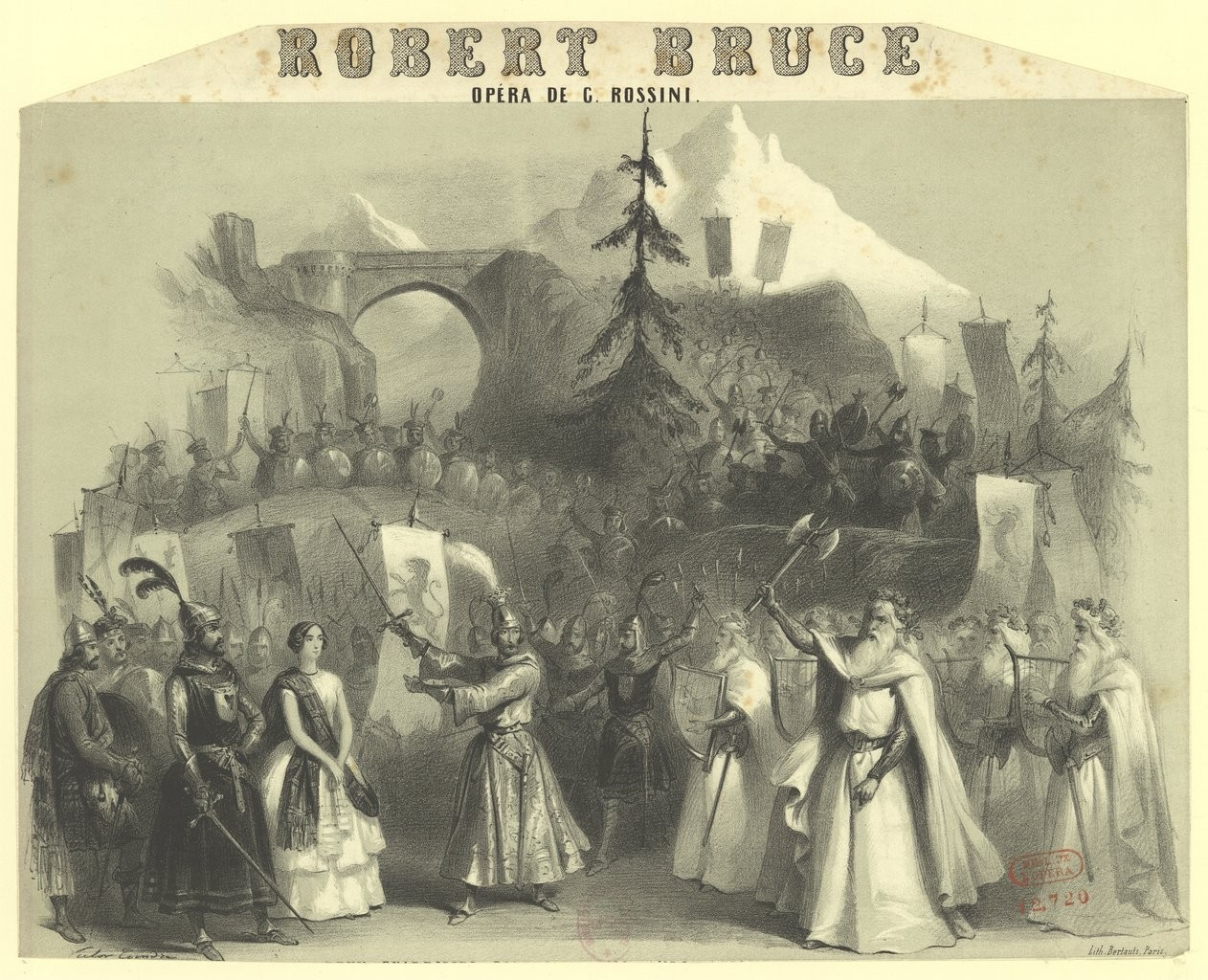
Szenenbild von Victor Coindre

Szene 7. Morton tritt mit englischen Soldaten hinzu. Er erkennt die Situation sofort und will Bruce festnehmen. Arthur aber befiehlt, ihn gehen zu lassen. Morton beschuldigt Arthur des Verrats und weigert sich, zu gehorchen. Arthur zieht seinen Degen, um Bruce zu schützen. Auch Bruce zieht das Schwert. Bevor es zum Kampf kommt, erklingen in der Ferne Trompetenfanfaren: Douglas naht mit seinen Leuten. Morton und die Engländer schwören, dass Arthur sich vor dem König verantworten werde. Dann ziehen sie sich zurück.
Szene 8. Douglas und die schottischen Krieger treten ein. Bruce teilt ihm mit, dass er sein Leben Arthur verdanke. Douglas bittet ihn, sich ihnen anzuschließen. Dann werde er auch die Hand seiner Tochter erhalten. Aber Arthur lehnt ab. Er will seinen König Édouard nicht verraten und ist bereit, sich dem Schicksal zu stellen. Bruce überreicht ihm einen Eichenzweig von seinem Helm. Die Schotten werden ihn im bevorstehenden Kampf daran erkennen und ihn verschonen (Finale II: „La guerre sans trêve“). Arthur verabschiedet sich und geht. Douglas teilt Bruce mit, dass die schottischen Clans bereit seien, für ihren König zu sterben. Er habe eine Armee.

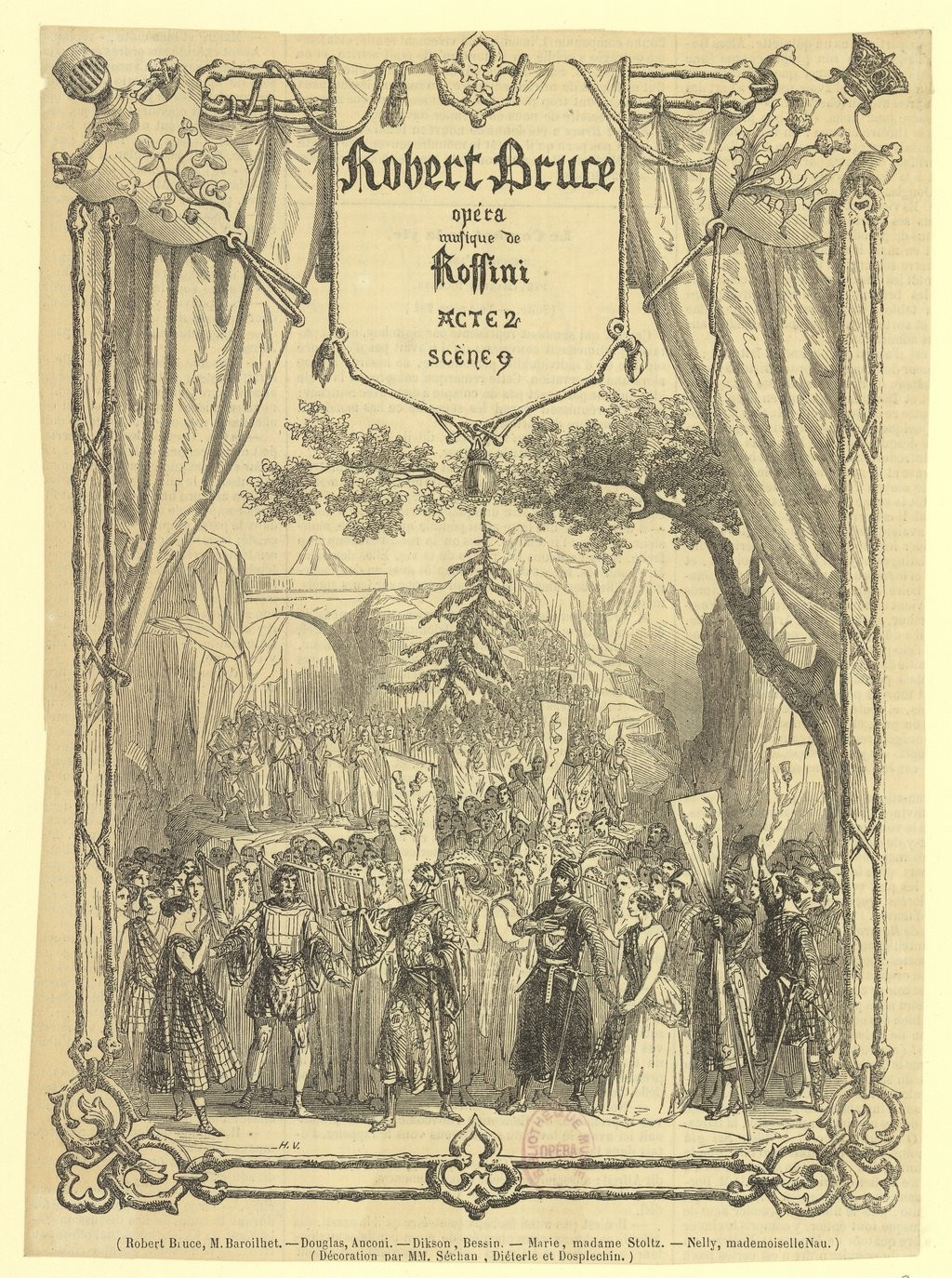
Zweiter Akt, Szene 9

Eine Gegend in der Nähe des Schlosses von Douglas
Szenen 9. Die mit Äxten und Lanzen bewaffneten Soldaten und Highlander haben sich zwischen den Felsen verteilt. Sie tragen Wappen mit den Farben und Waffen der jeweiligen Clans. Eine weiß gekleidete Gruppe von Krieger-Barden, die mit Kettenhemden und Äxten im Gürtel gerüstet und mit Eichenzweigen und Verbenen geschmückt sind, nähert sich mit goldenen Harfen in den Händen. Sie feuern die Krieger an, im Kampf zu siegen und ihre Familien vor den Schwertern der Engländer zu schützen. Bruce, die Soldaten und ihre Frauen stimmen in die kriegerischen Gesänge ein.

### Dritter Akt
Eine enge und dunkle Felsschlucht, die von dem auf einem steilen Felsen errichteten Schloss Stirling beherrscht wird. Es ist Nacht
Szene 1. Bruce sieht dem Kampf zuversichtlich entgegen. Endlich werden Schottland wieder frei und seine von den Engländern ermordeten Kinder gerächt sein (Cavatine: „Oui, demain l’Écossais, libre, essayant ses pleurs“).
Szene 2. Douglas und Dickson kommen mit einer Gruppe Zigeuner und Gaukler. Douglas zeigt Bruce einen versteckten Pfad unter den Felsen (Szene und Chor: „Cette route souterraine“). Dickson will sich unter die in das Schloss eingeladenen Gaukler mischen, um unbemerkt hineinzugelangen. Als Signal zum Angriff soll eine Eiche dienen, die Dickson um Mitternacht in Brand setzen wird. Dickson und die Zigeuner entfernen sich.
Szene 3. Bruce, Douglas, Ritter, Highlander und schottische Soldaten bereiten sich auf den Kampf vor.
Ein Festsaal im Schloss Stirling
Szene 4. König Édouard und seine Ritter trinken und feiern (Chor: „Buvons, buvons, il faut saisir, amis, les heures du plaisir“). Die Gaukler tanzen (Pas de Trois und Pas de Deux). Mit ihnen ist Dickson in das Schloss eingelassen worden.
Szene 5. Nach einem weiteren Tanz (Getanzter Chor: „Jeune fille de la montagne“) unterbricht Morton die Feier, um dem König mitzuteilen, dass die Schotten zu den Waffen gegriffen haben. Édouard will sich das Vergnügen nicht verderben lassen. Morgen sei noch genug Zeit, sie zu besiegen. Morton berichtet weiter, dass Robert Bruce beinahe in seine Hände gefallen wäre. Als Édouard nach dem Grund für sein Entkommen fragt, tritt Arthur vor und bezichtigt sich selbst. Édouard lässt ihn entwaffnen, zerbricht sein Schwert und übergibt ihn dem Scharfrichter. Während sich die Wachen nähern, bahnt sich Marie mit einem Entsetzensschrei einen Weg durch die Menge. Nelly begleitet sie.
Szene 6. Marie beschuldigt sich selbst der Komplizenschaft mit Arthur, da sie mit ihm gemeinsam sterben will (Sextett und Chor: „Puisqu’un destin barbare à jamais nous sépare“). Arthur versucht, den König zu überzeugen, dass nur er zu bestrafen sei. Nelly fleht Édouard um Milde an. Dennoch befiehlt Édouard die sofortige Hinrichtung der beiden. Während sich die Wachen Arthur nähern, um ihn abzuführen, künden Trompetenklänge das Erscheinen von Bruce und seinen Schotten an. Überzeugt vom Sieg der Schotten verklagt Marie Édouard (Finale III: „Arrète et pour ta vie tremble à ton tour, bourreau“).

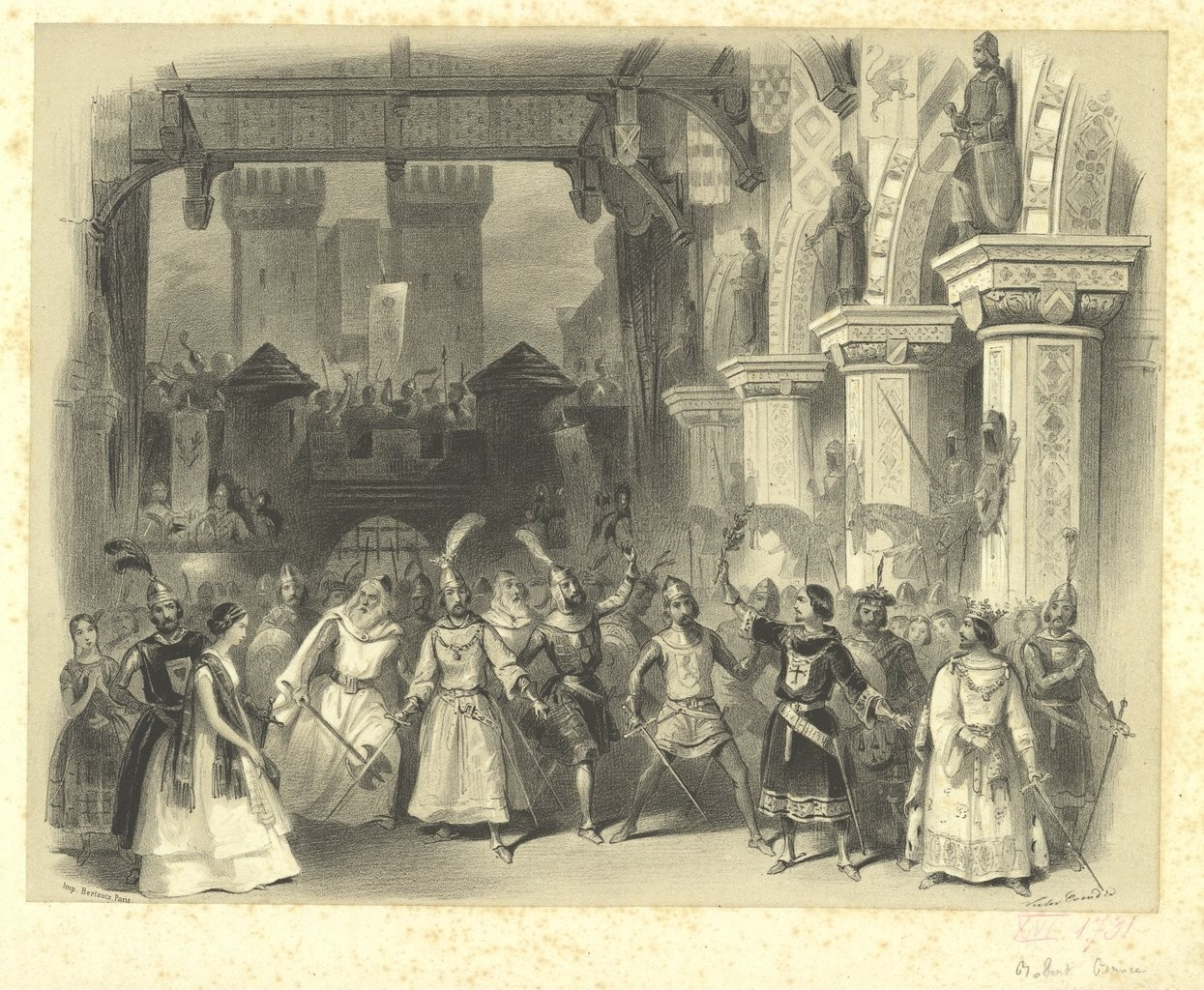
Szenenbild von Victor Coindre

Der Hintergrund der Bühne öffnet sich und zeigt die von einem Feuer erleuchteten Festungsmauern
Szene 7. Die Belagerer erklimmen die Zinnen der Festung. Morton bringt dem König ein Schwert; die Ritter suchen ihre Waffen; die Frauen laufen aufgeregt umher. Das Tor wird aufgebrochen. Bruce und Douglas dringen mit gezücktem Schwert ein, gefolgt von den Barden und schottischen Rittern mit ihren Bannern. Soldaten und Highlander mit Fackeln besetzen die Mauern. Marie stürzt in die Arme ihres Vaters. Bruce verkündet den Sieg der Schotten, die den Tod des Schlächters Édouard fordern. Arthur wirft sich zwischen die Soldaten und den König. Er hält ihnen den von Bruce erhaltenen Eichenzweig entgegen. Bruce fordert Édouard auf, seine königliche Macht und die Unabhängigkeit Schottlands anzuerkennen. Alle preisen Robert Bruce.

## Gestaltung
Das Pasticcio Robert Bruce enthält außer den verwendeten Teilen von La donna del lago auch Musik aus Armida, Zelmira, Bianca e Falliero, Torvaldo e Dorliska, Moïse et Pharaon und Maometto II.:269 Durch die Bearbeitung Niedermeyers und die idiomatische Verschiebung vom Italienischen ins Französische erhielten die einzelnen Nummern in Timbre und Harmonie einen anderen klanglichen Charakter als im Original. Auch spielte hier erstmals im Orchester der Opéra ein Saxophon.:270

### Musiknummern
Die Oper enthält die folgenden Musiknummern:
- Ouvertüre

Erster Akt
- Nr. 1. Introduktion (Bruce, Douglas, Chor): „Robert! Robert! – mille angoisses mortelles“ (Szene 1)
- Nr. 2. Rezitativ und Chor (Bruce, Douglas, Chor): „À ma fille, je l’espère“ (Szene 2)
- Nr. 3. Barkarole (Marie, Arthur): „Marie! à ce doux nom“ (Szene 4)
- Nr. 4. Rezitativ, Duett und Chor (Marie, Arthur, Bruce, Douglas, Chor): „Est-ce moi qui fait naître“ (Szene 6)
- Nr. 5. Arie und Chor (Nelly, Dickson, Chor): „Ce sont les clans de la montagne“ (Szene 8)
- Nr. 6. Couplets und Chor (Nelly, Chor): „Alerte, fillette“ (Szene 8)
  - Ier Air de danse. Pas de cinq
  - IIe Air de danse. Ecossaise
- Nr. 7. Marsch, Szene und Cavatine (Édouard): „Pourquoi cesser vos jeux“ (Szene 9)
- Nr. 8. Finale (Nelly, Arthur, Édouard, Morton, Dickson, Chor): „Sire! Douglas le noir“ (Szene 10)

Zweiter Akt
- Nr. 9. Zwischenakt und Szene (Douglas): „Le roi sommeille“ (Szene 1)
- Nr. 10. Arie (Douglas): „Que ton âme, si noble“ (Szene 1)
- Nr. 11. Szene und Cavatine (Marie): „Oh! noble père! oui, de l’honneur c’est le langage“ – „Ô saint amour“ (Szene 2)
  - Rezitativ (Nelly, Marie, Arthur, Bruce): „Les Anglais! Ils cernent le château“ (Szene 3)
- Nr. 12. Duett (Marie, Bruce): „Loyale famille! sois fier de ta fille“ (Szene 5)
  - Rezitativ (Marie, Arthur): „On m’a dit vrai“ (Szene 6)
- Nr. 13. Terzett (Marie, Arthur, Bruce): „Sort funestre! mon Dieu! j’appelle les dangers“ (Szene 6)
- Nr. 14. Szene und Chor (Marie, Arthur, Bruce, Douglas, Morton, Chor): „Restez. – Qu’allez-vous faire?“ (Szene 6)
- Nr. 15. Finale (Nelly, Marie, Arthur, Bruce, Douglas, Chor): „La guerre sans trêve“ (Szene 8)

Dritter Akt
- Nr. 16. Cavatine (Bruce): „Oui, demain l’Écossais, libre, essayant ses pleurs“ (Szene 1)
- Nr. 17. Szene und Chor (Douglas, Bruce, Dickson, Chor): „Cette route souterraine“ (Szene 2)
- Nr. 18. Chor (Eduard, Chor): „Buvons, buvons, il faut saisir, amis, les heures du plaisir“ (Szene 4)
  - IIIe Air de danse. Pas de Trois
  - IVe Air de danse. Pas de Deux
- Nr. 19. Getanzter Chor (Chor): „Jeune fille de la montagne“ (Szene 5)
- Nr. 20. Sextett und Chor (Nelly, Marie, Arthur, Édouard, Dickson, Morton, Chor): „Puisqu’un destin barbare à jamais nous sépare“ (Szene 6)
- Nr. 21. Finale (Nelly, Marie, Arthur, Édouard, Bruce, Douglas, Dickson, Chor): „Arrète et pour ta vie tremble à ton tour, bourreau“ (Szene 6)

### Übernahmen
Die drei Teile der Ouvertüre wurden verschiedenen Opern Rossinis entnommen. Das Allegro animato basiert auf der Einleitung zu Zelmira, das Andante maestoso aus der Sinfonia von Armida, und das Allegro vivace aus La donna del lago.
Die Bass-Einleitung des Bruce am Anfang des ersten Akts (Nr. 1) ist die Bearbeitung einer Tenor-Cavatine aus Zelmira.:269f Es folgen größere Teile aus La donna del lago, darunter Maries Cavatine „Calme et pensive plage“ (Nr. 3), die frei auf „O mattutini albori“ basiert, das nachfolgende Duett (Nr. 4) und die Arie Édouards „La gloire est belle“ (Nr. 7). Die Altpartien wurden Armida entnommen, und das erste Finale (Nr. 8) entstammt wieder Zelmira.:270
Die Arie des Douglas im zweiten Akt (Nr. 10) entstammt Torvaldo e Dorliska (dort „Dunque invano i perigli e la morte“). Maries Arie „O saint amour!“ (Nr. 11) ist eine Neufassung von „O quante lagrime“ aus La donna del lago. Das Duett Marie/Bruce (Nr. 12) ist eine Bearbeitung von „Soave conforto“ aus Zelmira, aus der auch das folgende Terzett (Nr. 13) stammt.:270
Die Romanze des Bruce „Anges sur moi penché“ am Anfang des dritten Akts (Nr. 16) entstammt Zelmira:270 (dort die Cavatine Polidoros „Ah! già trascorse il dì“). Das Sextett (Nr. 20) basiert auf dem Quartett aus Bianca e Falliero, und das Finale ist ein Auszug aus dem Finale von La donna del lago. Die Tanzmelodien wurden Moïse et Pharaon entnommen.:270

## Werkgeschichte

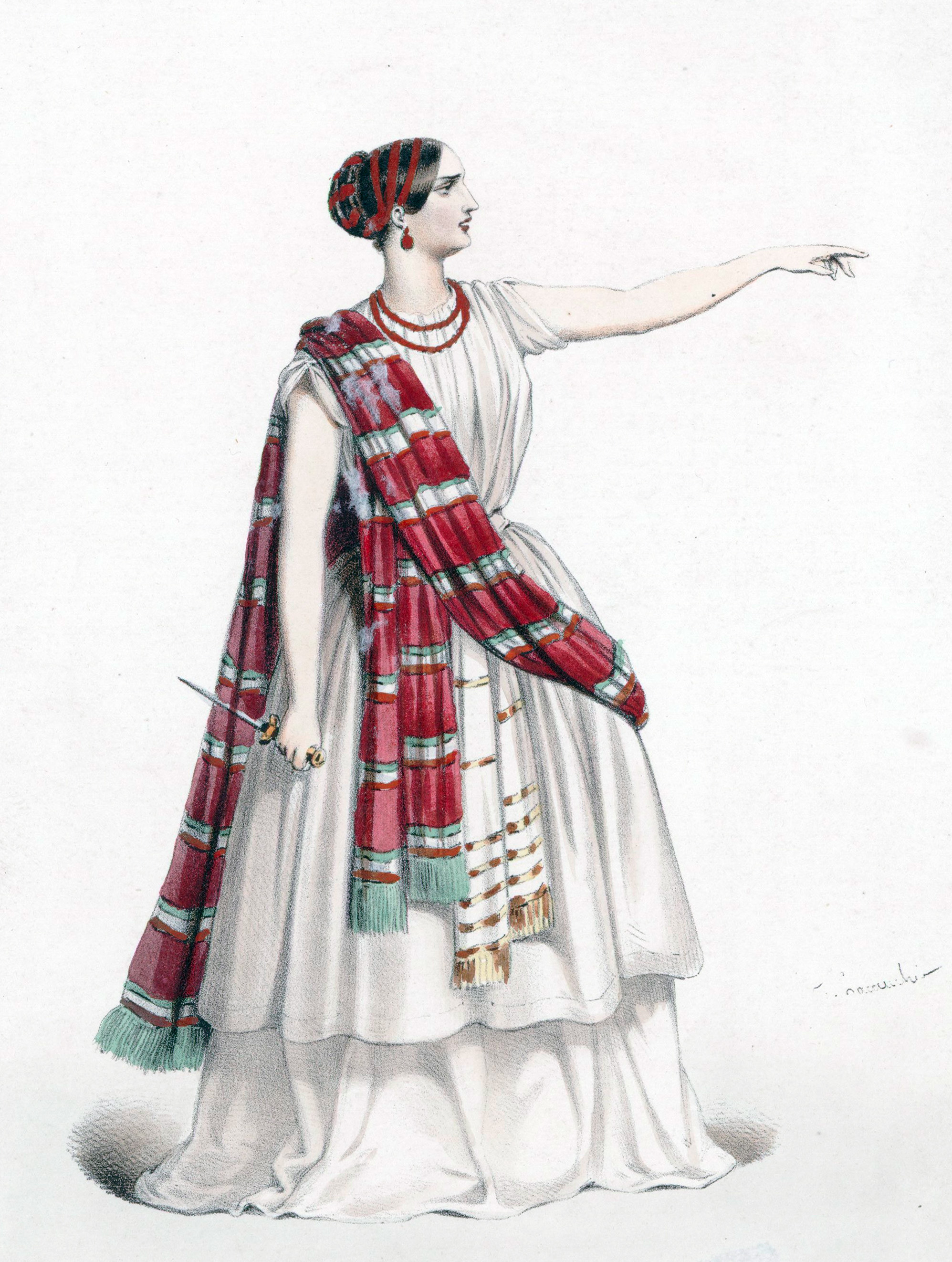
Rosine Stoltz als Marie

Léon Pillet, der Direktor der Pariser Opéra, bemühte sich Mitte der 1840er Jahre bei Rossini um eine neue Oper. Grund waren Probleme mit den anderen für ihn arbeitenden Komponisten: Donizetti war vor Fertigstellung seines Le duc d’Albe zusammengebrochen und in ein Irrenhaus eingewiesen worden. Meyerbeer weigerte sich, seine bereits fertiggestellte Oper Le prophète der Mezzosopranistin Rosine Stoltz anzuvertrauen, Verdi war ausgebucht, und Halévy hatte nach La Juive von 1835 keinen weiteren großen Erfolg vorzuweisen. Auch Rossini lehnte es ab, eine weitere Oper zu komponieren. Er meinte aber, dass sich La donna del lago für Paris gut eigne und dort noch nicht zufriedenstellend aufgeführt worden sei.:116f Mitte 1846 suchte Pillet Rossini in Bologna gemeinsam mit dem Librettisten Gustave Vaëz und dem Komponisten und Arrangeur Louis Niedermeyer auf, um die Verhandlungen abzuschließen. Pillet reiste schon bald wieder ab. Für Vaëz und Niedermeyer gestaltete sich die Arbeit ungewöhnlich langwierig. Vaëz holte sich Unterstützung von Alphonse Royer, und man entschied sich, statt einer einfachen Übersetzung der Donna del lago ein Pasticcio aus diesem Werk und Teilen von anderen Opern Rossinis herzustellen.:269 Bei der Auswahl der Stücke wurden sie vermutlich von Rossini beraten, der aber an der Realisierung und der umfangreichen Überarbeitung seiner Musik selbst keinen Anteil hatte.:600 Am 15. Juli gab Rossini Niedermeyer und Vaëz vor ihrer Abreise nach Paris einen Brief an Pillet mit, in dem er seine Zufriedenheit über die Arbeit ausdrückte und Pillet bat, nichts mehr daran zu ändern.:270

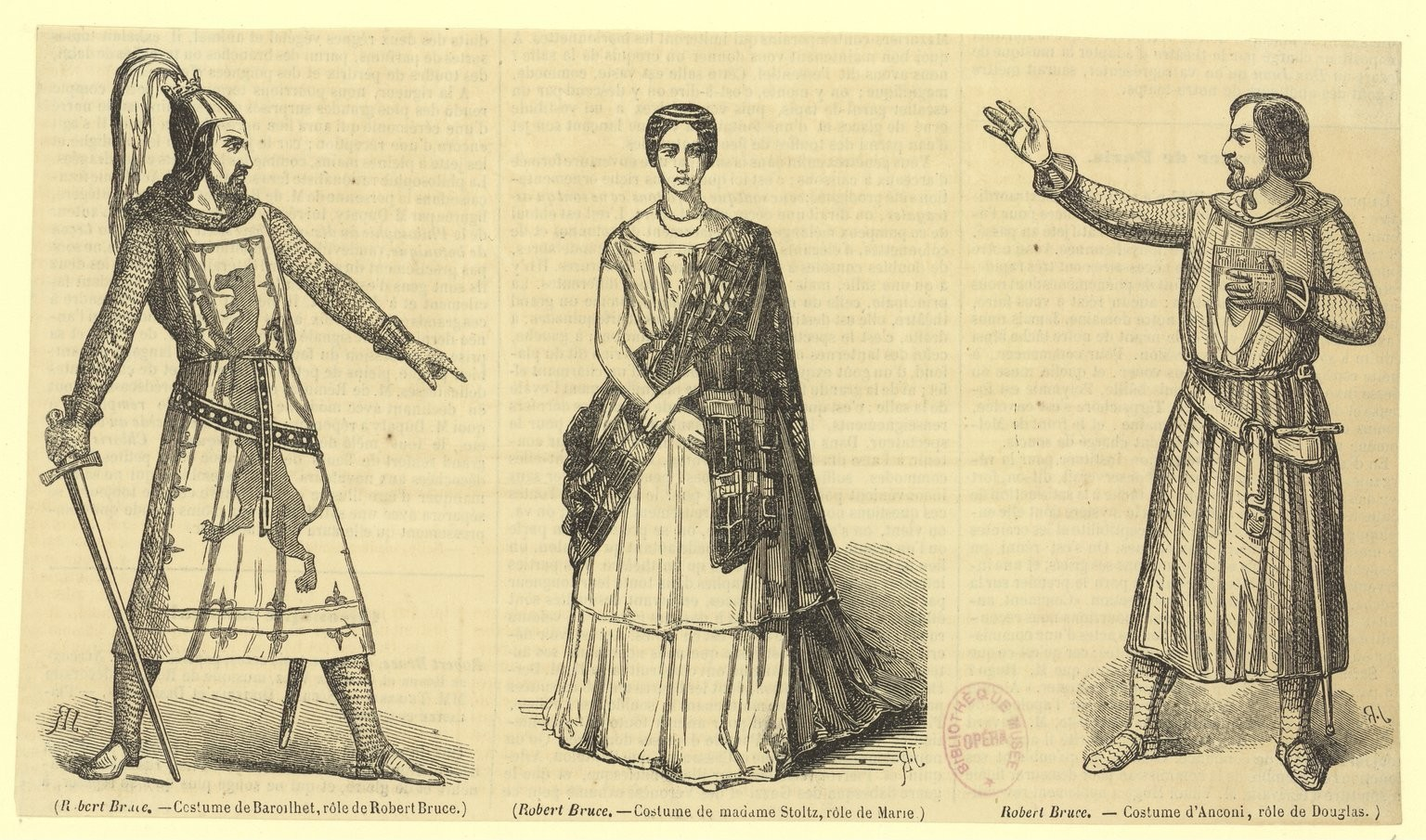
Kostüme der Uraufführung

Die Uraufführung war zunächst für Mitte Dezember 1846 geplant und wurde dann auf den 23. Dezember verschoben. Dieser Termin ist im gedruckten Libretto genannt. Aufgrund einer Erkrankung der Hauptdarstellerin Rosine Stoltz gab es eine weitere Verzögerung, so dass die Premiere erst am 30. Dezember stattfinden konnte. Außer Rosine Stoltz (Marie) sangen Marie Nau (Nelly), M. Moisson (Page), Paul Barroilhet (Robert Bruce), Louis Paulin (Édouard II), Raffaele Anconi (Douglas-le-Noir), Geremia Bettini (Arthur), M. Rommy (Morton) und M. Bessin (Dickson).:270 Die Oper wurde vom Publikum gemischt aufgenommen. Mehrere Sänger waren nicht in ihrer besten Verfassung. Eine Gruppe von Zuschauern versuchte, den Befall einer anderen Gruppe für Rosine Stoltz zu unterdrücken – worüber diese in Wut geriet und von der Bühne herab fluchte. Dabei soll auch „le mot de Cambronne“ gefallen sein.:271
Rossini verdiente kein Geld an der „neuen“ Oper. Niedermeyer dagegen erhielt 500 Francs für jede Aufführung.:272 Robert Bruce wurde 30 Mal gespielt und im Sommer 1848 erneut aufgenommen. Bei den Kritikern entbrannte heftiger Streit über dieses Werk. Besonders Charles-Edmond Duponchel, der Ambitionen auf die Leitung der Opéra hatte, griff das Potpourri an, das von Pillet verteidigt wurde. Louis Desnoyers schrieb ein 136 Seiten dickes Buch über die Auseinandersetzungen. Er hielt die Oper weder für ein neues Werk noch für ein Flickwerk, sondern für eine Bearbeitung oder „Vervollständigung“ von La donna del lago. Die stark gegen Rossini eingestellte Revue et Gazette musicale verurteilte ihn, die Bearbeiter und Pillet für ihre „Entweihung“. Hector Berlioz warf Rossini im Journal des débats „fehlenden Respekt für die künstlerischen Einzelheiten“ vor, „die die wirkliche Ausdruckskraft und getreue Wiedergabe erst schaffen“. Der Pianist Stephen Heller schrieb einen Brief an die Londoner Zeitung The Musical World, in dem er Rossini als „großen Verführer in der Musik“ bezeichnete und ihm „verweichlichte Kavatinen […] Leidenschaften […] hypokritische Ausdrucksweise […] mangelnden Geschmack […] banale und ordinäre Ideen“ vorwarf. Rossinis Ehefrau Olympe Pélissier antwortete mit einem empörten Brief an Pillet, in der sie Heller einen „modernen Midas“ nannte. Rossini selbst zeigte sich unempfindlich gegenüber den Angriffen.:271
Die Skandale um die Aufführung führten schließlich dazu, dass Pillet seinen Posten aufgeben musste und die Reputation der Sängerin Rosine Stoltz ruiniert war. Im Bericht der Allgemeine Zeitung München hieß es beispielsweise:

„Nach mehrfachem Aufschub hat endlich am 30. Dec die lang erwartete erste Aufführung der Rossinischen Oper „Robert Bruce“ in der Académie Royale stattgehabt. Diese erste Aufführung dürfte leicht auch die letzte seyn. Mad. Stoltz nämlich, die erste Sängerin, in deren Fesseln der Director der Oper seit einer Reihe von Jahren so gefangen liegt, daß er das Gelächter der Stadt ist, und welche ihre Herrschaft über ihn zu ihren Gunsten und zum Verderben der Oper dergestalt benutzt hat daß dieses Institut trotz einer Subvention von 4 bis 600,000 Franken sehr nahe daran ist bankerott zu machen, Madame Stoltz, welche das Engagement jeder nur einigermaßen begabten Sängerin stets zu hintertreiben und die Opern in denen sie nicht zu singen hatte vom Repertorium zu verdrängen wußte – Madame Stolz hat endlich bei Gelegenheit dieser ersten Aufführung die Ungunst des Publicums auf eine so empfindliche Weise erfahren, und es durch ihr Benehmen in jenem kritischen Augenblick so ganz dem Publicum verdorben, daß ein Wiederauftreten ihr nur neue und Schmähworte zuziehen würde. Was nun Robert Bruce selbst betrifft, so ist an dieser sogenannten „neuen Oper“ nicht eine Note neu, es ist eine bloße Zusammenstoppelung verschiedener Stücke aus zweien bis zum Ueberdruß vor Jahren gehörten und nun, Gott sey Dank, vergessenen Opern von Rossini, Zelmire und Dona del Lago. Neu ist bloß der Text, den man diesem Flickwerk untergelegt hat. Die Ausführung von Seite des singenden Personals war eine der schlechtesten die ich je in der großen Oper gehört habe und des langweiligen Textes der abgedroschenen Musik ganz würdig. Und für ein solches Machwerk sind behufs der Decorationen und Costüme 80,000 Fr. ausgegeben worden!“

Dennoch wurde Robert Bruce im Oktober 1847 auch in Brüssel und im November in Den Haag gespielt.:272 Der Klavierauszug wurde – sicherlich mit Zustimmung Rossinis – in die Mitte des 18. Jahrhunderts herausgegebene Nuova compiuta edizione di tutte le opere teatrali aufgenommen.
Zu einer Wiederaufführung in neuerer Zeit kam es erst 2002 in Martina Franca.:649 In diesem Zusammenhang wurde eine kritische Ausgabe vorbereitet. Ein Mitschnitt der Aufführung ist auf CD erschienen.

## Aufnahmen
- Juli 2002 (live aus Martina Franca): Paolo Arrivabeni (Dirigent), Orchestra Internazionale d’Italia, Bratislava Sluk Chamber Chorus. Nicolas Rivenq (Robert Bruce), Davide Cicchetti (Édouard II.), Massimiliano Chiarolla (Douglas-Le-Noir), Simon Edwards (Arthur), Ramaz Chikhradze (Morton), Pietro Naviglio (Dickson und Barde), Iano Tamar (Marie), Inga Balabanova (Nelly), Tiziana Portoghese (Page). Dynamic CDS 421/1-2 (2 CD).[11]:15973